# Strategický esencialismus
Strategický esencialismus je koncept, který byl představen literární teoretičkou Gayatri Chakravorty Spivakovou v roce 1988 prostřednictvím jejího významného eseje Can the subaltern speak?, kde do hloubky analyzuje problematiku zastoupení marginalizovaných skupin, zejména v kontextu postkoloniálních společností. Tento klíčový koncept postkolonialistického smýšlení v sociálních vědách poléhá na pragmatickém přístupu k boji za emancipaci těchto utlačovaných skupin, kdy se mobilizují na základě politické, kulturní, genderové či jiné identity navzdory tomu, že tyto skupiny nemusí být ani zdaleka tak jednolité. Tímto dočasným „zjednodušením“ své identity jsou pak schopny bojovat za svá práva mnohem efektivněji. 
Je důležité poznamenat, že strategický esencialismus je spíše politickou taktikou než teorií. Obhájci tohoto přístupu mohou být ve filozofickém rozporu s konceptem esencialismu, avšak dívají se na strategický esencialismus jako na mocný nástroj, který může pomoct v boji za rovnoprávnost dané skupiny a v boji proti globalizaci. Spivaková sama varuje před bezohledným užíváním tohoto konceptu, jelikož může vést k prohlubování rozdílů mezi sociálními skupinami. Ve své knize v roce 2008 Other Asias se dokonce distancovala od tohoto termínu přesně kvůli tomu, že byl často zneužíván pro ospravedlnění nacionalistických hnutí a teorií.

## Reakce na strategický esencialismus
Odezva na strategický esencialismus je mnohotvárná a nachází se v různých sociálních disciplínách. Například Jijian Voronka argumentuje, že termín „people with lived experiences of mental health issues“ (lidé se zkušenostmi duševních problémů) jako označení skupiny lidí je příkladem strategického esencialismu, který s sebou přináší riziko reifikace mentálního zdraví a přehnaného důrazu na potenciální duševní problémy daného jednotlivce.
Z hlediska feministické teorie se lze na strategický esencialismus dívat jako na pokus o usmíření myšlenek společné ženské identity druhé vlny feminismu a anti-esencialismu třetí vlny. Tento koncept vytváří určitý kompromis mezi těmito směry, jelikož umožňuje aktivismus na základě společné identity ale zároveň poukazuje na to, že tato identita není skutečná a je pouhým nástrojem v boji za ženskou emancipaci.
Strategický esencialismus se dále objevuje v žurnalismu, kde je členům etnických minorit přisuzována lepší kvalifikace komentování a zpravodajství o událostech týkající se příslušné či mnohdy i nepříslušné minority čistě na základě jejich etnické příslušnosti. Eide (2010) tvrdí, že členové těchto minorit mohou v duchu strategického esencialismu využít této tendence zdůrazněním jejich identity za účelem získání platformy pro své názory.